# Дактилоскопічна експертиза
Дактилоскопі́чна експерти́за — різновид трасологічної експертизи.
Предмет дактилоскопічної експертизи — сліди рук людини.
Експертна спеціальність (згідно з реєстром) — 4.6 «Дактилоскопічні дослідження».
Типові питання, що вирішуються експертизою:
- Чи є на наданих на дослідження об'єктах сліди пальців (долоней) рук ?
- Придатні чи ні сліди пальців (долоней) рук для ідентифікації за ними особи?
- Кому з перевіряємих осіб (П. І. Б.) належать досліджувані сліди пальців (долоней) рук?
- Якими пальцями (частиною долоні руки) залишено слід)?

Особливості:
1. Прізвище, ім'я, по батькові;
2. Дата та місце народження;
3. Підпис особи, яку дактилоскопують;
4. Дата дактилоскопіювання та заповнення дактилокарти;
5. Підстава дактилоскопіювання (підозра або обвинувачення у вчиненні злочину, арешт, добровільне дактилоскопіювання громадян)
6. Орган та дані посадової особи, що здійснила дактилоскопіювання.

ідентифікаційні дослідження з встановлення особи за слідом проводяться лише за наявності дактилокарти такої особи, у якій обов'язково зазначено: